# Ariosofía
La ariosofía o arminismo son los nombres de sistemas ideológicos de una naturaleza esotérica que fueron defendidos por Guido von List y Jörg Lanz von Liebenfels en Austria entre 1890 y 1930. List también usó el nombre wotanismo, mientras que Lanz utilizó los términos teozoología y ariocristianismo. Los dos autores inspiraron a muchos otros y a una variedad de organizaciones en Alemania y Austria, donde destaca la Sociedad Edda de Rudolf John Gorsleben, la escuela de Friedrich Bernhard Marby, y en nuestros tiempos la Hermandad del Sol Negro, fundada en Chile en 1989.
El término «ariosofía», que significa la sabiduría de los arios, fue acuñado por primera vez por Lanz von Liebenfels en 1915 y en la década de 1920 se convirtió en el nombre de su doctrina. En las investigaciones sobre el tema, como el libro de Nicholas Goodrick-Clarke, The Occult Roots of Nazism, el término "Ariosophy" se utiliza genéricamente para describir las teorías esotéricas arias de un subconjunto de la «Völkische Bewegung».
Si bien el amplio uso del término ariosofía es retrospectivo y no fue generalmente corriente entre los mismos esoteristas ariosofistas, algunos historiadores como Nicholas Goodrick-Clarke resumen esta doctrina bajo este concepto. Estos esoteristas fueron parte de un resurgimiento general del ocultismo en Alemania y Austria que tuvo lugar a fines del siglo XIX y principios del siglo XX, inspirado por el paganismo germano y conceptos tradicionales del ocultismo relacionados con el gnosticismo propio de la masonería, y estuvo relacionado con el romanticismo alemán. La conexión de este misticismo germano con la cultura histórica germana, aunque tenue, es evidente en la fascinación de los místicos con las runas, en la forma de la lista de runas armanas.

## Resumen
La ideología relativa a la raza aria (en el sentido de indoeuropea, los símbolos rúnicos, la esvástica y, a veces, el ocultismo) son elementos importantes de la ariosofía. Como muy pronto en 1899 o como muy tarde en 1900, las nociones esotéricas entraron en el pensamiento de Guido List. En abril de 1903, envió su manuscrito, proponiendo lo que Goodrick-Clarke llama una "pseudociencia monumental" relativa a la antigua fe alemana, a la Academia Imperial de Ciencias de Viena. Estas ideas ariosóficas (junto con la teosofía y bajo su influencia) contribuyeron de forma significativa a una contracultura ocultista en Alemania y Austria. El interés histórico por este tema se debe a la relación ideológica entre la ariosofía y el nazismo, y es evidente en títulos de libros como:
- The Occult Roots of Nazism (Las raíces ocultas del nazismo), de Nicholas Goodrick-Clarke
- Der Mann, der Hitler die Ideen gab (El hombre que dio a Hitler sus ideas), biografía de Lanz von Liebenfels, de Wilfried Daim

## Armanismo
Guido von List elaboró una religión racial basada en el concepto de renunciar al credo semítico impuesto del cristianismo y volver a las religiones nativas de los antiguos indoeuropeos (List prefería el término equivalente Ario-Germanen, o "ario-germánicos"). List reconocía la distinción teórica entre la lengua protoindoeuropea y su hija la lengua protogermánica, pero a menudo la oscurecía por su tendencia a tratarlas como una única entidad de larga duración (aunque este encuadre también se utiliza en lingüística como lengua madre germánica). En esto, se vio fuertemente influenciado por el pensamiento teosófico de Madame Blavatsky, que sin embargo mezcló con sus propias creencias muy originales, fundadas en el paganismo germánico.
Antes de dedicarse al ocultismo, Guido List había escrito artículos para los periódicos nacionalistas alemanes en Austria, así como cuatro novelas históricas y tres obras de teatro, algunas de las cuales estaban "ambientadas en la Alemania tribal" antes de la llegada del cristianismo. También había escrito un ensayo antisemita en 1895. List adoptó la aristocracia von entre 1903 y 1907.